# Vereniging van Europese Journalisten
De Vereniging van Europese Journalisten (VEJ) was een in 1972 opgerichte organisatie van journalisten die zich beroepsmatig met "Europa" bezighouden. De VEJ was de Nederlandse afdeling van de Association of European Journalists.
Naast bijeenkomsten met politici organiseerde zij sinds 1996 jaarlijks de Dr. Sicco L. Mansholtlezing, genoemd naar de in 1995 overleden Sicco Mansholt, een uit Nederland afkomstig lid van de Europese Commissie. Sprekers van deze lezing waren Frans Andriessen (1996), Jacques Santer (1997), Jozias van Aartsen (1998), Wim Kok (1999), Frits Bolkestein (2000), Laurens-Jan Brinkhorst (2001), Jean-Luc Dehaene (2002), Herman Wijffels (2003), Jan Peter Balkenende (2004), Neelie Kroes (2005/2006), Wouter Bos (2007/2008).